# Castillo de Eltz
El castillo de Eltz es un castillo medieval ubicado en las colinas sobre el río Mosela, entre las ciudades de Coblenza y Tréveris, en el oeste de Alemania. Aún es propiedad de una rama de la misma familia que vivía allí en el siglo XII. Las viviendas de las familias Rübenach y Rodendorf en el castillo están abiertas al público, mientras que la rama Kempenich hace uso de la otra tercera parte. 
El castillo de Eltz conforma, junto con el palacio de Bürresheim y el castillo de Lissingen, el grupo de castillos de la orilla izquierda del río Rin en el estado federado de Renania-Palatinado que no han sido nunca destruidos.

## Ubicación
El castillo está rodeado en tres de sus flancos por el río Elzbach, afluente en la orilla septentrional del río Mosela. Está situado en un espolón de roca de forma elíptica a 70 m sobre el río, en una importante ruta romana entre ricas tierras agrícolas (Maifeld) y sus mercados (Eifel), Alemania.

## Descripción

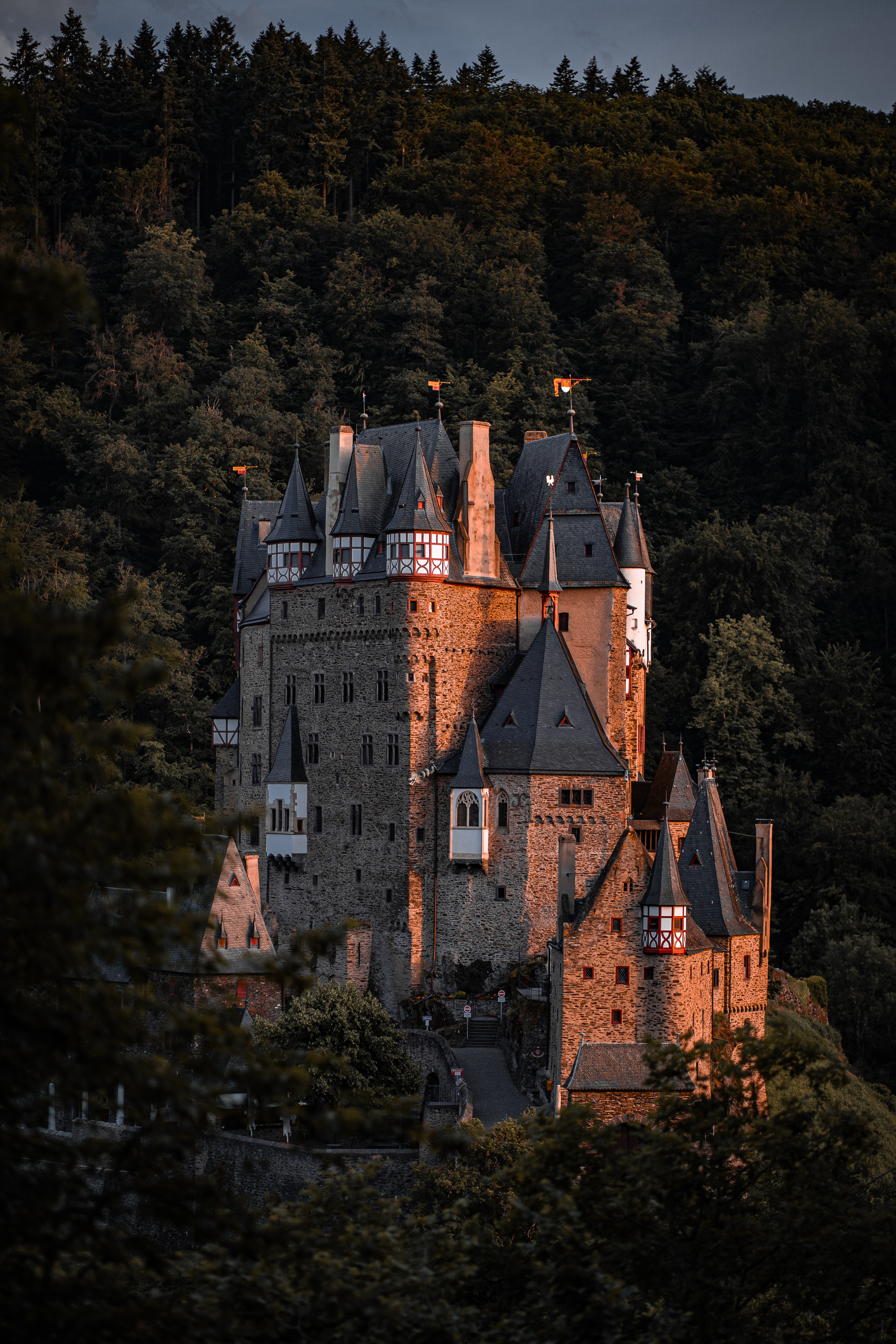
Vista al atardecer

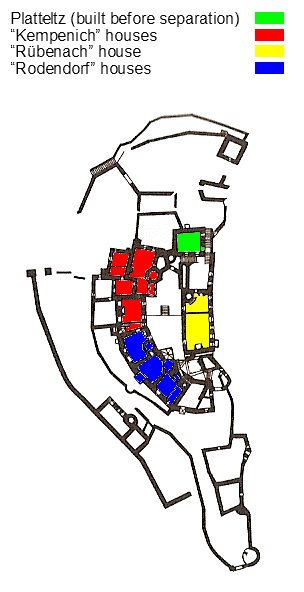
Plano del castillo

El castillo pertenece al tipo de los llamados Ganerbenburg, es decir, que pertenece a una comunidad de herederos. Está dividido en varias partes, que corresponden a diferentes familias o ramas de una familia; esto suele ocurrir cuando múltiples propietarios de uno o más territorios construyen conjuntamente un castillo para alojarse. En Europa, solo un señor medieval muy rico podía permitirse construir un castillo en sus dominios. Algunos de ellos sólo poseían un pueblo, o incluso únicamente parte de un pueblo, lo que constituye una base insuficiente para costear un castillo. Aquellos señores vivían en casas de caballeros, que eran simples viviendas, considerablemente mayores que las de sus inquilinos. En algunas partes del Sacro Imperio Romano Germánico, el derecho de sucesiones exige que la posesión se divida entre todos sus sucesores. Estos sucesores, cuya herencia es insuficiente para construir un castillo por sí mismos, pueden construir uno conjuntamente, donde cada uno posee una parte separada para vivir y todos comparten la fortificación defensiva. En el caso del castillo de Eltz, la familia se componía de tres ramas, y el castillo existente fue levantado con tres complejos separados de edificios. Antes de 1268, los hijos Elías, Guillermo y Teodorico procedieron a la primera partición del patrimonio, es decir, al reparto del castillo y los dominios que de él dependían.
La parte principal del castillo la constituyen las viviendas de la familia. Ocho torres de hasta ocho pisos alcanzan alturas de 30 a 40 metros. Están fortificadas con gruesos muros exteriores. Alrededor de 100 miembros de las familias dueñas del edificio vivieron en las más de 100 habitaciones del castillo.
Platteltz, un torreón románico, es la parte más antigua del edificio. En 1472 fue completada la casa Rübenach, construida en gótico tardío. Cabe destacar el Salón Bajo Rübenach, una sala de estar, o el dormitorio Rübenach con sus paredes ampulosamente decoradas.
Entre 1490 y 1540 se edificó la casa Rodendorf, también siguiendo el estilo gótico tardío. En ella está la bóveda "sala de la bandera".
La construcción de las casas Kempenich terminó en torno a 1530. Cada sala de esta parte del castillo puede ser calentada; en cambio, otros castillos sólo solían tener una o dos habitaciones con calefacción.

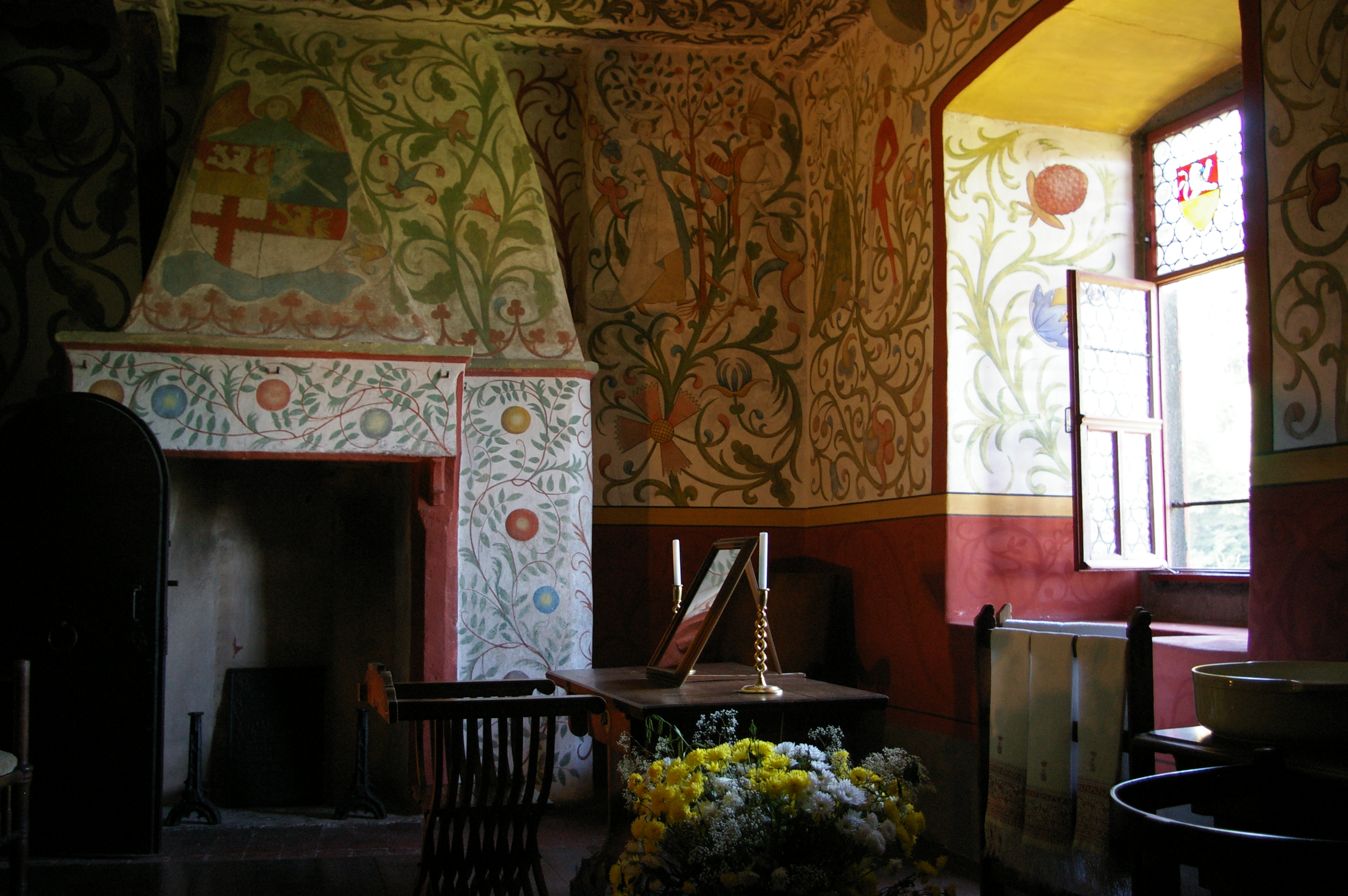
Habitación.